# روبی فرانک
روبی فرانک (با نام خانوادگی قبلی گریفیتس؛ زاده ۱۸ ژانویه ۱۹۸۲) یک یوتیوبر سابق اهل ایالات متحده است که به خاطر کانال یوتیوب خود به نام ۸ مسافر شناخته می‌شد. این کانال زندگی روبی فرانک، همسرش کوین و شش فرزندشان را به تصویر می‌کشید. در ۳۰ اوت ۲۰۲۳، فرانکه در یوتا به جرم کودک آزاری دستگیر شد. مقامات یکی از فرزندان او را سوءتغذیه و با زخم‌های باز پیدا کردند. پس از تحقیقات، او به شش فقره کودک آزاری متهم شد که در فوریه ۲۰۲۴ به چهار فقره از آنها اعتراف کرد. او به ۴ تا ۶۰ سال زندان محکوم شد.

## اوایل زندگی و حرفه یوتیوب
فرانکه که در سال ۱۹۸۲ متولد شد، کانال یوتیوب خود را در سال ۲۰۱۵ راه‌اندازی کرد. این کانال به دلیل به تصویر کشیدن زندگی روزمره در یک خانواده بزرگ، شرح فعالیت‌ها، چالش‌ها و لحظات طنز، محبوبیت پیدا کرد. این کانال قبل از تعطیلی، حدود ۲٫۵ میلیون مشترک و بیش از ۱ میلیارد بازدید داشت. کانال ۸ مسافر پس از دستگیری فرانکه تعطیل شد. این پرونده بحث‌هایی را در مورد ایمنی کودکان در فضای مجازی و خطرات احتمالی وبلاگ‌نویسی خانوادگی برانگیخت.

## دستگیری و اتهام
در تاریخ ۳۰ اوت ۲۰۲۳، روبی فرانکه و شریکش، کتی هیلدبرانت، در ایوینز ایالت یوتا دستگیر شدند و در تاریخ ۱ سپتامبر ۲۰۲۳ هر دو به ۶ مورد کودک آزاری شدید متهم شدند که جرمی جنایی محسوب می‌شود.
طبق بیانیه‌ای از اداره امنیت عمومی سانتا کلارا-ایوینز، دستگیری‌ها پس از آن رخ داد که پسر ۱۲ ساله روبی فرانکه، که لاغر و با «زخم‌های باز و چسب روی دست و پا» بود، از پنجره خانه هیلدبرانت بالا رفت و از همسایه درخواست غذا و آب کرد.
خدمات اورژانس دختر ۱۰ ساله فرانکه را نیز در خانه پیدا کردند که او هم سوء تغذیه داشت. هر دو کودک به بیمارستان منتقل شدند و پسر به دلیل سوء تغذیه شدید و «زخم‌های عمیق ناشی از بستن با طناب» تحت درمان قرار گرفت.
در بازرسی از خانه شواهدی «مطابق با علائم» روی بدن پسر ۱۲ ساله پیدا شد و بخش خدمات کودکان و خانواده یوتا پسر و دختر و دو فرزند دیگر فرانکه را به مراقبت خود منتقل کرد. پلیس بعداً گزارش داد که به گفته پسر، از فلفل قرمز و عسل برای پانسمان زخم‌هایش استفاده می‌شد.
فرانکه و هیلدبرانت بدون وثیقه بازداشت شدند. هیلدبرانت تا زمان حل پرونده در دادگاه و تحقیقات انضباطی، مجوز مشاوره خود را تحویل داد. پس از دستگیری فرانکه، یوتیوب او را از پلتفرم خود ممنوع کرد و دو کانالی که به او مرتبط بود را نیز حذف کرد.
در ۱۸ دسامبر ۲۰۲۳، فرانکه به چهار مورد کودک آزاری شدید اعتراف کرد. او بعداً به دو مورد دیگر اتهام بی گناه اعلام کرد.
در دادگاه، جزئیات سوء استفاده بیشتر توضیح داده شد، از جمله حادثه‌ای که فرانکه پسرش را مجبور کرد چند هفته با محافظت ناکافی در فضای باز کار کند که منجر به آفتاب سوختگی شدید شد و ادعاهایی مبنی بر تسخیر شدن کودکان.
فرانکه موافقت کرد که به جای همزمان، به‌طور متوالی به زندان برود و به احکام مربوطه عمل کند. انتظار می‌رفت که فرانکه در دادگاه آینده هیلدبرانت علیه او شهادت دهد، اما هیلدبرانت در ۲۷ دسامبر ۲۰۲۳ به‌طور جداگانه به چهار مورد کودک آزاری شدید اعتراف کرد و دو اتهام دیگر به عنوان بخشی از توافق دیگری کاهش یافت.
در ۲۰ فوریه ۲۰۲۴، فرانکه چهار حکم متوالی بین یک تا ۱۵ سال زندان دریافت کرد، که مدت دقیق حبس او توسط هیئت عفو و آزادی مشروط یوتا تعیین خواهد شد.

## اطلاعات شخصی
خانواده فرانکه از اعضای کلیسای عیسی مسیح قدیسان آخرالزمان هستند.
دختر بزرگ آنها گفته است که مدت هاست با روش‌های فرزندپروری مادرش مخالف بوده است.
فرانکه سه خواهر دارد که آنها نیز اینفلوئنسرهای والدین هستند. آنها در بیانیه مشترکی خود را از اقدامات او جدا کردند و بعداً در ویدیوهای جداگانه به این موضوع پرداختند.
در دسامبر ۲۰۲۳، شوهر فرانکه پس از بیش از یک سال جدایی درخواست طلاق داد.